# OKEANOS
OKEANOS（Oversize Kite-craft for Exploration and AstroNautics in the Outer Solar system、オケアノス - 外惑星領域探査と宇宙航法のための特大凧型探査機）は、2020年代後半の打上げ実現を目指して検討中の日本の工学ミッション。小型ソーラー電力セイル実証機「IKAROS」で実証されたソーラー電力セイルと高比推力のイオンエンジンを組み合わせて推進力として木星圏を目指す。300億円という戦略的中型計画の予算の制約から「はやぶさ」と同じく工学ミッションとして提案されており、次号機以降で確実に理学成果を上げるため、理学観測を含む探査シナリオを実証することが本ミッションの目的となる。

## 概要
木星トロヤ群小惑星へ航行・滞在し、科学観測（リモート観測、その場分析）などを行う。「はやぶさ」で実証した小天体サンプルリターン技術を発展させ外惑星領域に拡張するもので、木星圏・土星圏での直接探査を可能にする。打上げから木星スイングバイまでの航行に6年間を要するが、この航行期間中にも科学観測を実施する。特に、外惑星領域では赤外線での観測の妨げとなる黄道光の影響が内惑星領域に比べて極めて小さいため、史上初めて黄道光の影響を受けない環境下での宇宙赤外線背景放射の直接観測が期待されている。
2015年2月に「戦略的中型計画」として宇宙科学研究所 (ISAS) に提案され、LiteBIRDとともに戦略的中型2号機の候補として選定された。2016年10月から2年間「プリフェーズA2」として必要となる技術開発が進められ、2018年11月から12月にかけて行われたプリフェーズA2終了の審査では妥当との評価を受けた。しかしながら、2019年5月14日、宇宙科学研究所 (ISAS) が戦略的中型2号機にLiteBIRDを選定したため、OKEANOSは戦略的中型3号機に向けて検討継続となった。

## 構想
以下の3つの案が検討された。
プランA
着陸機による着陸ミッション。
プランB
着陸＆サンプルリターンミッション。
プランA'
着陸＆マルチランデブーミッション。
いずれの案も技術的に問題なく成立する見込みが立ったが、300億円という予算の制約を守るため、サンプルリターンやマルチランデブーを考慮しないプランAをベースとし、着陸機・探査機とも簡易化・軽量化を図ることとなった。

## 構造

### 電源系
ソーラー電池セイル
IKAROSで実証された膜構造物の展張技術等を元に、約40m四方の薄膜太陽電池を大型のセイル膜面に搭載し、木星圏でも5kWの大電力を得る。

### 化学推進系
マイクロ波放電式イオンエンジン
「はやぶさ」の2倍以上の比推力（7000秒）を持つイオンエンジンμ10HIspを稼働させ、外惑星領域でも大きなΔvを獲得可能とする。JAXAの電気推進研究室で性能向上が進められている

### 探査機器
クルージングフェーズ
EXZIT（赤外線観測装置）
口径約10cmの可視・近赤外線望遠鏡。黄道光及び宇宙赤外線背景放射の分光観測を行う。地球から木星圏に向かう途中、太陽からの距離に対する黄道光の輝度やスペクトルの変化を観測し、惑星間塵の密度や組成の3次元分布を明らかにする。木星圏到達後は、宇宙赤外線背景放射の直接観測を行う。
ALDN2（大面積惑星間塵検出アレイ）
太陽系ダスト分布のその場計測。
GAP2（ガンマ線バースト観測装置）
ガンマ線バーストの偏光観測。
MGF（磁力計）
磁場観測。